# Milton Bradley (baseball)
Pour les articles homonymes, voir Milton Bradley (homonymie) et Bradley.
Milton Obelle Bradley Jr. (né le 15 avril 1978 à Harbor City, Californie, États-Unis) est un ancien joueur de baseball. Il évolue dans les Ligues majeures de baseball pour 8 équipes de 2000 à 2011 comme joueur de champ extérieur et pour une saison comme frappeur désigné.
La carrière de Bradley, connu pour son tempérament instable, est marquée par de nombreux conflits et incidents violents qui mènent à plusieurs suspensions, imposées par ses employeurs successifs ainsi que par la ligue. En 2004, il est notamment suspendu pour avoir lancé un projectile sur des spectateurs. Ses performances étant sur le déclin et son comportement le rendant indésirable, sa carrière prend fin à l'âge de 33 ans.
En juin 2013, Milton Bradley est reconnu coupable de violence conjugale. Son épouse, Monique, rencontrée en 2003, témoigne durant le procès d'années d'abus physiques et psychologiques,. Monique Bradley meurt à 33 ans le 14 septembre 2013, un décès attribué à une cirrhose cryptogénique, un choc hémorragique et un arrêt cardio-circulatoire. Condamné à 32 mois de prison, Milton Bradley est incarcéré dans le comté de Los Angeles et sa libération est prévue pour août 2016.

## Biographie

### Expos de Montréal
Après des études secondaires à la Poly High School de Long Beach (Californie), Milton Bradley est drafté le 4 juin 1996 par les Expos de Montréal au deuxième tour de sélection.
Il fait ses débuts dans les majeures le 19 juillet 2000 avec Montréal au Stade olympique. À son premier match, il obtient trois coups sûrs en cinq présences officielles au bâton face aux Mets de New York et récolte son premier point produit. Il réussit son premier coup sûr au plus haut niveau face au lanceur Glendon Rusch, faisant marquer Geoff Blum du troisième but.
Le 15 août 2000, Bradley frappe au Stade Olympique le premier coup de circuit de sa jeune carrière, une claque de trois points aux dépens du lanceur Kirk Rueter des Giants de San Francisco.
Bradley ne joue que 109 matchs au total pour les Expos, ne frappant que pour ,222 de moyenne au bâton en 2000 et 2001.
Il passe aux Indians de Cleveland en retour du lanceur Zach Day le 31 juillet 2001.

### Indians de Cleveland

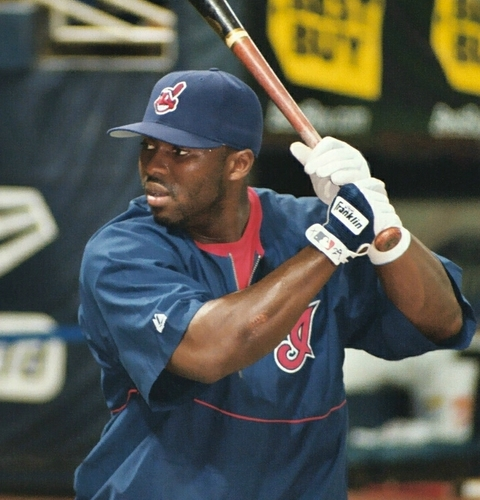
Milton Bradley avec les Indians.

Milton Bradley s'aligne avec les Indians en 2002 et 2003. À cette dernière saison, il maintient une excellente moyenne au bâton de ,321, en plus d'une moyenne de puissance de ,501 en 101 parties jouées. Il réussit un record personnel de 34 doubles, claque 10 circuits et produit 56 points. Cependant, ses derniers moments à Cleveland son marqués par une relation difficile avec le manager Eric Wedge. Forcés de choisir entre les deux hommes, les Indians décident d'échanger Bradley à la fin du camp d'entraînement du printemps 2004. Le 3 avril, Bradley passe aux Dodgers de Los Angeles en retour du voltigeur Franklin Gutiérrez et du lanceur Andrew Brown.

### Dodgers de Los Angeles
Le 29 septembre 2004, la Ligue majeure suspend Milton Bradley pour le reste de la saison après qu'il a lancé une bouteille en direction de spectateurs la veille au Dodger Stadium de Los Angeles. Plus tôt dans la même saison, il avait écopé de quatre matchs de suspension après avoir vidé le contenu d'un sac de balles de baseball sur le terrain quelques secondes après avoir été expulsé par un arbitre.
Il connaît néanmoins sa meilleure saison jusque-là en carrière avec 19 coups de circuit et 67 points produits en 141 parties pour les Dodgers.
En 2005, il maintient une moyenne au bâton de ,290 pour les Dodgers en 75 parties jouées.
Ses 216 matchs pour les Dodgers sont le plus grand nombre qu'il ait joué pour une seule et même équipe.
Le 13 décembre 2005, Bradley et le joueur de champ intérieur Antonio Pérez sont échangés aux Athletics d'Oakland en retour d'Andre Ethier.

### Athletics d'Oakland
Le 29 juin 2007, les Athletics échangent Bradley aux Padres de San Diego contre le lanceur Andrew Brown.

### Padres de San Diego
Le 24 septembre 2007, Bradley est impliqué dans un incident impliquant des arbitres lors d'une partie entre les Padres de San Diego et les Rockies du Colorado. Furieux contre l'arbitre Mike Winters, Bradley tente de s'en prendre à l'officiel et est retenu par le manager des Padres Bud Black. Agité, Bradley se tord des ligaments au genou et rate le reste de la saison de baseball. Il est mis à l'amende mais n'est pas suspendu par la ligue, qui juge qu'elle n'a pas de raison de le faire puisqu'il n'y a pas eu de contact physique entre le joueur et l'arbitre. Mike Winters, qui accusait Bradley d'avoir lancé son bâton en direction d'un autre arbitre, Brian Runge, plus tôt dans la même partie, est quant à lui suspendu pour le reste de la saison et toute la durée des séries éliminatoires suivantes pour avoir fait preuve d'une grossièreté excessive envers Bradley lors de l'altercation.
Bradley maintient une moyenne au bâton de ,313 en 42 parties pour San Diego, avec 11 circuits et 30 points produits. Ses bonnes statistiques offensives jumelées à celles compilées à Oakland avant l'échange qui l'envoie aux Padres lui donnent une moyenne au bâton de ,306 pour la saison 2007, avec 13 circuits, 37 points produits et 37 points marqués.

### Rangers du Texas
Bradley signe comme agent libre avec les Rangers du Texas le 10 décembre 2007. Il connaît en 2008 sa meilleure saison avec 22 coups de circuit et 77 points produits en 126 parties jouées. Sa moyenne au bâton de ,321 est la troisième meilleure de la Ligue américaine et il est premier avec une moyenne de présence sur les buts de ,436. Ces succès lui valent une invitation au match des étoiles à la mi-saison. Invité comme joueur de remplacement pour cette partie, il est finalement le frappeur désigné de la formation d'étoiles de la Ligue américaine lorsque David Ortiz, blessé, se désiste.

### Cubs de Chicago

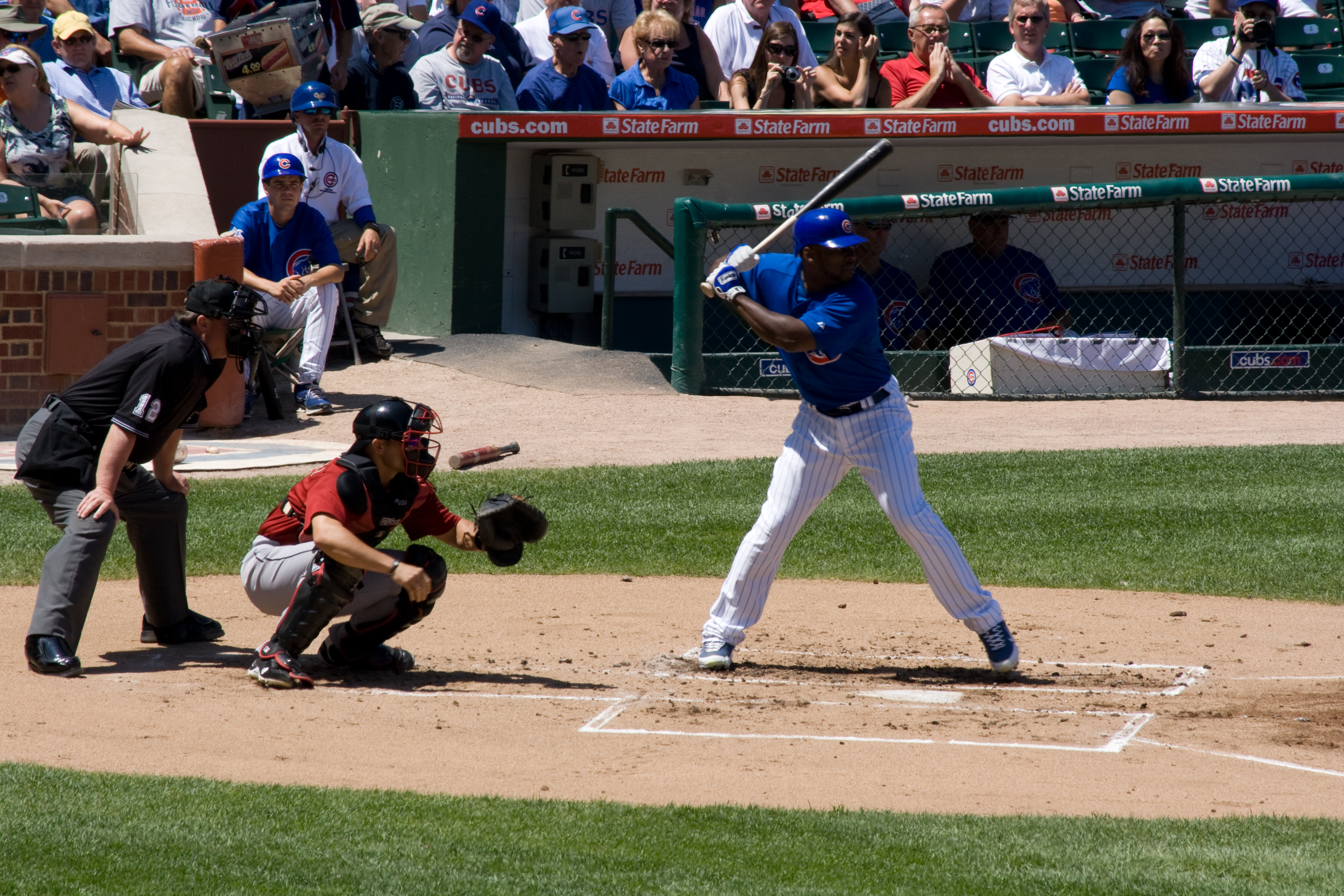
Bradley avec les Cubs de Chicago.

Le 9 janvier 2009, Bradley signe comme agent libre avec les Cubs de Chicago. Il ne joue pour les Cubs qu'une seule saison, marquée par divers incidents. À son premier match pour les Cubs au Wrigley Field de Chicago, Bradley bouscule l'arbitre Larry Vanover après un retrait sur des prises, ce qui lui vaut une suspension de deux parties. Bradley déclare qu'il se croit victime de sa réputation. « Je suis Milton Bradley, vous vous attendez à ce que je sois fou », déclare-t-il. Faisant appel de la suspension, celle-ci est réduite à une partie.
Durant l'été, il est brièvement chassé de l'équipe après une engueulade avec le manager Lou Piniella.
En septembre, Bradley est suspendu par les Cubs qui refusent de le faire jouer pour le reste de la saison. L'équipe blâme le joueur, signé pour trois saisons au coût de 30 millions de dollars, pour son attitude négative. La veille de l'annonce de cette décision, Bradley avait lui-même critiqué le négativisme qu'il perçoit au sein de ce club, et affirmé ne pas trouver à Chicago l'environnement stable dont il dit avoir besoin pour performer. Il va jusqu'à déclarer qu'il comprend pourquoi « cette franchise n'a rien gagné en 100 ans. »
Le 18 décembre 2009, les Cubs échangent Bradley aux Mariners de Seattle en retour du lanceur Carlos Silva.

### Mariners de Seattle
Le passage de Bradley chez les Mariners de Seattle s'avère houleux, comme ce fut le cas avec d'autres équipes. En 2010, il ne frappe que pour ,205 de moyenne au bâton. Le 6 mai 2010, il quitte le Safeco Field de Seattle durant un match contre les Rays sans en avertir son équipe et obtient par la suite un congé pour régler des problèmes personnels dont la nature n'est à ce moment-là pas révélée à la presse. Le 18 mai, il revient avec l'équipe après avoir reçu de l'aide pour un problème d'agressivité (anger management (en)).
Au début de la saison 2011, il est suspendu par la ligue pour un match après avoir bousculé un arbitre, il est expulsé d'une partie pour avoir argumenté avec un officiel à la suite d'une troisième prise, et est hué par les partisans des Mariners. L'athlète qui touche un salaire de 13 millions de dollars pour l'année 2011 est libéré par Seattle le 16 mai après que l'équipe a été incapable de l'échanger à un autre club.

## Statistiques
| Saison | Équipe       | G    | AB   | R   | H   | 2B  | 3B | HR  | RBI | SB | BA    |
| ------ | ------------ | ---- | ---- | --- | --- | --- | -- | --- | --- | -- | ----- |
| 2000   | Montréal     | 42   | 154  | 20  | 34  | 8   | 1  | 2   | 15  | 2  | 0,221 |
| 2001   | Montréal     | 67   | 220  | 19  | 49  | 16  | 3  | 1   | 19  | 7  | 0,223 |
| 2001   | Cleveland    | 10   | 18   | 3   | 4   | 1   | 0  | 0   | 0   | 1  | 0,222 |
| 2002   | Cleveland    | 98   | 325  | 48  | 81  | 18  | 3  | 9   | 38  | 6  | 0,249 |
| 2003   | Cleveland    | 101  | 377  | 61  | 121 | 34  | 2  | 10  | 56  | 17 | 0,321 |
| 2004   | LA Dodgers   | 141  | 516  | 72  | 138 | 24  | 0  | 19  | 67  | 15 | 0,267 |
| 2005   | LA Dodgers   | 75   | 283  | 49  | 82  | 14  | 1  | 13  | 38  | 6  | 0,290 |
| 2006   | Oakland      | 96   | 351  | 53  | 97  | 14  | 2  | 14  | 52  | 10 | 0,276 |
| 2007   | Oakland      | 19   | 65   | 6   | 19  | 4   | 0  | 2   | 7   | 2  | 0,292 |
| 2007   | San Diego    | 42   | 144  | 31  | 45  | 5   | 1  | 11  | 30  | 3  | 0,313 |
| 2008   | Texas        | 126  | 414  | 73  | 133 | 32  | 1  | 22  | 77  | 5  | 0,321 |
| 2009   | Chicago Cubs | 124  | 393  | 61  | 101 | 17  | 1  | 12  | 40  | 2  | 0,321 |
| 2010   | Seattle      | 73   | 244  | 28  | 50  | 9   | 1  | 8   | 29  | 8  | 0,321 |
| Totaux | Totaux       | 1014 | 3504 | 529 | 954 | 196 | 16 | 123 | 468 | 84 | 0,272 |

| Saison | Équipe     | G  | AB | R | H  | 2B | 3B | HR | RBI | SB | BA    |
| ------ | ---------- | -- | -- | - | -- | -- | -- | -- | --- | -- | ----- |
| 2004   | LA Dodgers | 4  | 11 | 1 | 3  | 1  | 0  | 1  | 1   | 2  | 0,273 |
| 2006   | Oakland    | 7  | 31 | 5 | 10 | 2  | 0  | 3  | 7   | 0  | 0,322 |
| Totaux | Totaux     | 11 | 42 | 6 | 13 | 3  | 0  | 4  | 8   | 2  | 0,310 |

Note: J = Matches joués; AB = Passages au bâton; R = Points; H = Coups sûrs; 2B = Doubles; 
3B = Triples; HR = Coup de circuit; RBI = Points produits; SB = buts volés; BA = Moyenne au bâton 